# Albert Pel
Pour les articles homonymes, voir Pel.
 (mai 2015).
Albert Pel, né le 12 juin 1849 à Grand-Cœur (Savoie) et mort le 9 juin 1924 au bagne de Nouvelle-Calédonie, est un tueur en série et criminel français. Il fut surnommé « l'horloger de Montreuil ».
Lors du procès de Landru, ce dernier fut comparé à Pel en raison de nombreuses similarités entre les deux affaires.

## Biographie

### Jeunesse
Né à Grand-Cœur (fusionnée depuis à Aigueblanche), Albert Pel est le fils d'un horloger et d'une commerçante ; ses parents se séparent peu après sa naissance du fait, semble-t-il de relations adultérines commises par la mère. À ce sujet, Pel dira durant son procès souffrir de « n'être que très peu sûr d'être véritablement issu de l'horloger savoisien que l'état civil lui attribue pour père. » Chacun des époux vit donc de son côté : M. Pel reste à Bourg-Saint-Maurice, et Mme Pel déménage à Paris. On retiendra de cette dernière qu'elle tenait, rue Sainte-Croix-de-la-Bretonnerie, un modeste commerce d'objets religieux. L'enfant est élevé par son père puis recueilli ensuite par un de ses oncles.
En 1859, un oncle qui s'intéresse à Albert, maître Flandin, avocat à Moûtiers, propose de l'envoyer à Paris terminer son instruction et faire son apprentissage. Albert réside dès lors principalement chez sa mère, qui confie le jeune garçon d'abord aux sœurs de Saint Augustin, ensuite aux frères de Saint Nicolas, à Vaugirard.
À quinze ans, il entre chez MM. Leriel et Maucolin, et en 1868, il en sort pour passer en qualité d'ouvrier, dans la maison d'horlogerie Manceau, 17 rue La Fayette, puis dans la maison Josse, 13 rue de Douai. Albert Pel vit alors encore avec sa mère, rue Bleue. Les affaires ne prospérant pas, ils déménagent rue de Rochechouart au milieu de l'année 1869, où Albert ouvre un commerce d'horlogerie. Mlle Reichenbach, voisine des Pel, témoignera lors du procès du manque de sympathie d'Albert pour sa mère.

### Les premières morts
Dans les premiers jours du mois d’août 1872, Mme Pel fut prise de violentes coliques. Le médecin lui rendra visite une fois, constatant des douleurs à l'abdomen et à l'estomac, et une obstruction des voies respiratoires. Le 26 août, elle décédera sans que son fils n'en soit très affecté. Selon les témoins, il se serait même exclamé : « Elle y est ! » Le certificat de décès notera comme cause du décès « bronchite chronique ». Pel insista pour que personne ne vienne veiller le corps, ni assister à l'ensevelissement. Les voisins supposèrent que les bruits étranges qu'ils entendirent ce jour-là étaient l'œuvre d'Albert, cherchant à découvrir des valeurs cachées dans la maison…

En 1873, c'est au tour de son père de décéder à Bourg Saint-Maurice. Albert n'ayant pas bougé de Paris, il semble cette fois totalement étranger à cette mort. Il recueillit l'héritage, 25 000 francs environ. L'instruction note que pour la circonstance, Albert Pel porta à sa boutonnière un ruban rouge, qui intrigua les personnes assistant à l'enterrement. Questionné, il répondra : 

« C'est que je suis un personnage, à Paris ! Quand vous ferez le voyage, ne manquez pas de venir assister au cours dont je suis chargé à la Sorbonne. »

### Premiers signes de désordres psychiques
Albert déménagea. De 1872 à 1874, Pel habita différents quartiers où il se présentait tantôt comme professeur de mathématiques au lycée Saint-Louis, tantôt comme professeur de rhétorique, tantôt comme organiste de l'église de la Trinité, se parant de décorations auxquelles il n'avait aucun droit. Il dira également à un camarade d'apprentissage, M. Hubert, s'agissant du décès de sa mère, que cette dernière avait été foudroyée avec une bobine de Ruhmkorff qu'il avait en sa possession.
Au mois de juillet 1874, il déménage à Passy, rue Raynouard. Son excellente tenue, ses dehors sérieux, son assiduité de bûcheur lui avaient conquis la considération publique, lorsque survint, au mois d'octobre 1877, un fâcheux événement. Un créancier, M. Serin, apparemment particulièrement discourtois, réclame le paiement d'une dette de 2 000 francs. Pel commence par lui répondre par des lettres menaçantes, puis un jour, se rend chez son adversaire braquer sur lui une arme à feu. Désarmé et conduit chez le commissaire de police, Pel est placé en détention. Divaguant, il est rapidement emmené à l'infirmerie, où il est examiné, et reconnu affecté de conceptions délirantes. On le place à Sainte-Anne, où il restera un mois en observation. À sa sortie, les spécialistes le déclarent radicalement guéri ; il règle le créancier.

### Première disparition
Retournant à Paris, il ouvre successivement une pâtisserie, une agence de publicité, puis devient régisseur et commanditaire du Théâtre des Délassements-Comiques. En 1878, il s'installe rue Doudeauville, où il utilise le nom de Cuvillier, avec l'accord de Mme Cuvillier, pour se mettre à l'abri de ses créanciers. En mai 1879, il s'installe aux Ternes, rue Doisy, dans un appartement où il ne s'occupe plus désormais que de physique et de chimie; il se donne alors le titre de docteur en médecine.
Avec lui vivent deux femmes : Marie Mahoin, sa domestique, et Eugénie Meyer, sa maîtresse, couturière d'une cinquantaine d'années, employée à raccommoder des costumes au Théâtre de l'Odéon. Deux mois après, Eugénie Meyer et Marie Mahoin sont toutes deux prises subitement de vomissements et de diarrhée ; elles se plaignent, en outre, d'une soif inextinguible. Eugénie Meyer était tombée malade la première : la domestique l'avait soignée pendant quelque temps; puis, fort souffrante elle-même, entre le 19 juillet 1880 à Hôpital Beaujon. Huit jours suffisent à lui rendre la santé, mais entre-temps, Eugénie a disparu. Depuis le départ de sa domestique, Pel avait vécu comme un reclus dans son domicile, se faisant passer son courrier par un vasistas. Mlle Mahoin souhaitant reprendre son service, Pel, d'allure étrange, refuse de la laisser pénétrer chez lui, et comme elle voulait au moins emporter la malle qu'elle avait laissée au moment de son départ, il ferma la porte, la pria d'attendre quelques instants, puis lui rapporta lui-même les effets qu'elle réclamait. Une première information judiciaire est ouverte pour enquêter sur la disparition inquiétante d'Eugénie. Pel est le principal suspect de l'enquête, mais faute de preuves sérieuses, il bénéficiera d'une ordonnance de non-lieu. Pel vint alors s'installer rue Kléber où il se remet à exercer sa profession d'horloger.

### Seconde vague de morts

#### Premier mariage
Le 26 août 1880, Albert épouse une jeune fille nommée Eugénie Buffereau, une vendeuse salariée chez un marchand de l'avenue d'Eylau (actuelle Avenue Victor-Hugo), qui lui apporte une dot d'environ 4 000 francs. Un mois après, la jeune femme souffre de vomissements continuels et se plaint d'une soif ardente.
Le 21 octobre, la mère d'Eugénie lui rend visite en compagnie d'une belle fille, à la suite d'un billet qu'elle a reçu de sa propre fille, et lui disant : « Arrive vite si tu veux me voir encore vivante ! » Eugénie veut manger à table, mais à peine debout, elle est prise de vomissements. Un médecin, le docteur Raoult, est appelé : il croit d'abord à un empoisonnement par les champignons, puis conclut à une gastro-entérite aiguë. Eugénie Buffereau meurt le 24 octobre 1880, dans l'indifférence totale de son mari. Sa famille, scandalisée, songe à saisir la Justice avant de se raviser, par crainte d'un scandale. En 1884, lors de l'arrestation de l'horloger, le cadavre d'Eugénie est exhumé, et ses restes soumis à l'examen des experts : on y trouve une quantité non négligeable d'arsenic. Pel se justifiera en arguant que sa femme prenait de la liqueur de Fowler.

#### Second mariage
Pel déménage à nouveau, courant 1881, pour demeurer rue du Dôme, à Passy. Il courtise quelques semaines Mlle Angèle Dufaure Murat-Bellisle, qu'il avait occupée quelque temps comme apprentie. L'union se concrétise, mais la belle famille, méfiante, souhaite établir un contrat de mariage, pour protéger la dot d'environ 5 000 francs. Pel, farouchement opposé, consent après la cérémonie à établir un testament aux termes duquel, en cas de mort, il léguerait ses biens à sa veuve, mais uniquement si elle et sa mère faisaient de même à son bénéfice.
Après le mariage, les époux Pel, accompagnées de Mme Dufaure-Murat, décident alors de se fixer à Nanterre. Albert se remet à l'étude des toxiques, tout en continuant sa profession d'horloger. Il élabore un certain Philloxericide du docteur Pel, soi-disant destiné à révolutionner les régions de vignobles. De surcroît, il obtient de la Préfecture de police de Paris l'autorisation de vendre des substances vénéneuses et des produits chimiques. Mme Dufaure-Murat ne tarde pas à être prise de violentes coliques. Effrayée par la grande quantité de substances dangereuses se trouvant dans la maison auxquelles elle attribuait son indisposition, elle finit par déménager à Paris, laissant le jeune ménage seul. Au mois d'avril, Angèle, enceinte (elle accouchera quelques semaines avant le procès), abandonne Albert pour la liaison naissante qu'il entretient avec Élise Boehmer, domestique d'une quarantaine d'années qu'il employait pour faire réparer des montres.

### À Montreuil
Le 21 juin 1884, Albert et Élise emménagent à Montreuil-sous-Bois, no 9 rue de l'Église. Le 2 juillet, Élise tombe malade, en proie à des coliques et des vomissements qui lui causent d'intolérables souffrances. Deux voisines viennent lui apporter des soins quotidiens jusqu'au 12 juillet, date à laquelle Pel s'installe au chevet de la malade. La malade disparaîtra dans la soirée, et ne donnera plus jamais signe de vie. Durant la nuit, il est rapporté par plusieurs témoins que Pel avait masqué les fenêtres avec des étoffes noires et des tapis ; d'autres se sont plaints de l'odeur épouvantable qui vient de la cuisine et attestent avoir vu l'horloger allumer de grands feux dans un four, qui ne s'est éteint qu'au lever du soleil. Le parquet, après une enquête sommaire, le suspecte d'avoir incinéré sa compagne et ordonne son arrestation. Pel se défend : selon lui, Élise Boehmer, se sentant bien mieux, l'a quitté le 13 juillet, avec une voiture-cocher qu'il serait allé lui-même chercher à plus de cinq kilomètres, Faubourg Saint-Antoine. Après enquête de la police, Albert Pel est accusé de sept empoisonnements et est renvoyé devant la cour d'assises.

### Le procès
Pel comparait le jeudi 11 juin 1885 devant la Cour d'assises de la Seine. Le procès, présidé par M. le conseiller Dubard, dure trois jours. L'acte d'accusation relève sept empoisonnements échelonnés sur dix ans, mais seulement deux sont poursuivis (ceux d'Eugénie Buffereau et Élise Boehmer). Albert Pel repousse toutes les charges. Il plaide l'innocence et la fera plaider par un jeune défenseur qu'on lui a désigné d'office, Me Joly, avocat stagiaire.
Pel, âgé de trente-six ans lors de sa condamnation, était, selon les journaux de l'époque de taille moyenne, d'apparence chétive ; sa physionomie, très particulière, a autant marqué les esprits de l'époque que l'originalité de ses crimes. Très intelligent, il avait les cheveux noirs, couchés en arrière ; son visage était maigre et jaunâtre; ses pommettes extraordinairement saillantes ; ses yeux abrités derrière des lunettes d'or ; son nez long et pointu ; ses lèvres minces et décolorées ; il portait la moustache et la barbiche noires. Au cours des deux procès, il apparut vêtu de noir et portant un foulard blanc. Sa nonchalance, souvent remarquée par les journalistes, contrastait avec la gravité des accusations portées contre lui. Jusqu'à la fin, il clamera son innocence.
Tout au long du procès, le ministère public, en la personne de l'avocat général Bernard, met en évidence la cupidité de Pel. Toutes les victimes ont présenté les mêmes symptômes : douleurs épigastriques, étouffements, nausées, sensations de brûlure dans l'appareil digestif, maux d'entrailles, diarrhée, affaiblissement rapide, spasmes, lente agonie : les caractères divers, très nettement marqués, de l'intoxication par l'arsenic. Pas moins de cinquante témoins se succéderont à la barre, dont des experts, qui expliqueront comment a pu être anéantie la dépouille d'Élise Boehmer, dépecée, selon eux, dans l’arrière-boutique de Montreuil. En quarante heures, le fourneau transporté à la morgue aurait détruit jusqu'au dernier vestige du corps humain. S'agissant des preuves à charge, on retiendra de la cendre, trouvée en quantité chez Pel ; une scie, tachées de sang et de matière graisseuse ; une hachette et un couteau de cuisine couverts de taches suspectes ; un poêle en fonte suspecté d'avoir servi à incinérer les cadavres disparus ; un livre de produits chimiques, et un autre traitant des poisons, ainsi qu'une quantité faramineuse de produits chimiques de toute sorte.
Le 13 juin 1885, après trois quarts d'heure de délibération, les jurés déclarent que Pel n'est pas coupable de l'empoisonnement d'Eugénie Buffereau, mais coupable du meurtre d'Élise Boehmer. Albert Pel, trente-six ans, est ainsi condamné à mort. Toutefois, à la suite d'un vice de forme (un des jurés était failli et non réhabilité) amène la cassation de l'arrêt et le renvoi devant la cour d'assises de Melun. Le bénéfice de l'acquittement pour l'empoisonnement de Mme Buffereau lui restant acquis, seule la question de la mort d'Élise Boehmer reste à débattre. Le 14 août, le jury de Seine-et-Marne reconnaît Pel coupable d'avoir empoisonné Mlle Boehmer, mais lui accorde le bénéfice des circonstances atténuantes ; Pel est condamné aux travaux forcés à perpétuité et va purger sa peine au bagne de Nouvelle-Calédonie à Bourail.
Il y meurt le 9 juin 1924, trois jours avant son soixante-quinzième anniversaire, ce qui faisait de lui le plus vieux bagnard de France.

## Émission de radio
- Albert Pel, le grand frère de Landru, dans le cadre de l'émission Hondelatte raconte sur Europe 1[5]

## Documentaires télévisés
- La Mystérieuse affaire de l'horloger Pel, téléfilm réalisé par Pierre Nivollet et diffusé le 28 février 1961 dans le cadre de l'émission En votre âme et conscience[6].